# Dumitru Puzdrea
Dumitru Puzdrea (n. 17 octombrie 1942, Turburea, România – d. 28 iunie 2023) a fost un politician român, cunoscut ca deputat de Neamț din partea Partidului România Mare și apoi a Partidului Național Liberal între 2000 și 2008. Dumitru Puzdrea a fost ales în legislatura 2000-2004 pe listele PRM și a fost membru în grupurile parlamentare de prietenie cu Japonia și Marele Ducat de Luxemburg. În legislatura 2004-2008, Dumitru Puzdrea a fost ales pe listele PRM, în iunie 2005 a trecut la PNL și a fost membru în grupul parlamentar de prietenie cu Regatul Bahrein.